# Miyoshi Kiyotsura
Miyoshi Kiyotsura est un nom japonais traditionnel ; le nom de famille (ou le nom d'école), Miyoshi, précède donc le prénom (ou le nom d'artiste).
Miyoshi Kiyotsura (三善 清行) (847 – 16 janvier 918) est un lettré et homme d'État japonais.

## Biographie
Très imprégné d'éducation chinoise classique mais très opposé au Bouddhisme, Kiyotsura est l'auteur d'un certain mémoire qui appelle l'attention de l'empereur sur les abus courants. Bien qu'il finisse par attribuer les abus principalement à la cupidité du clergé bouddhiste, il n'épargne pas non plus les prêtres shinto ou les fonctionnaires de la cour. Connu pour sa grande sévérité et comme un grand exemple de confucianiste, Kiyotsura se retrouve tout au long des pages des livres d'histoire japonais, citant la prose chinoise comme incitation aux réformes politiques ou sociales.